# Accademia cecoslovacca delle scienze
L'Accademia cecoslovacca delle scienze è stata fondata nel 1953 per divenire il principale istituto scientifico della Cecoslovacchia. Nel 1992 le succedettero l'Accademia delle Scienze della Repubblica Ceca e l'Accademia slovacca delle scienze.

## Storia
La Società reale ceca delle scienze, che racchiuse studi umanistici e delle scienze naturali, fu istituito nel 1784 presso le terre della Corona ceca. Nel 1948 con l'avvento del comunismo in Cecoslovacchia furono sciolti tutti gli istituti scientifici, quelli non universitari e le associazioni culturali: in sostituzione di questi nacque, nel 1953, l'Accademia cecoslovacca delle scienze che comprendeva degli istituti di ricerca ed una società scientifica.
Nel 1992, con la divisione della Cecoslovacchia in due Repubbliche (Repubblica Ceca e Slovacchia) fu sostituita dall'Accademia delle scienze della Repubblica Ceca con la legge 283/1992 e dall'Accademia slovacca delle scienze in Slovacchia.